# 김효정 (양궁 선수)
김효정(金孝貞, 1977년 6월 27일 ~ )은 대한민국의 양궁 선수이다.

## 생애
여주여자종합고등학교 졸업. 강남대학교 졸업. 1993년 세계 양궁 선수권 대회 개인.단체전 금메달.